# TT3

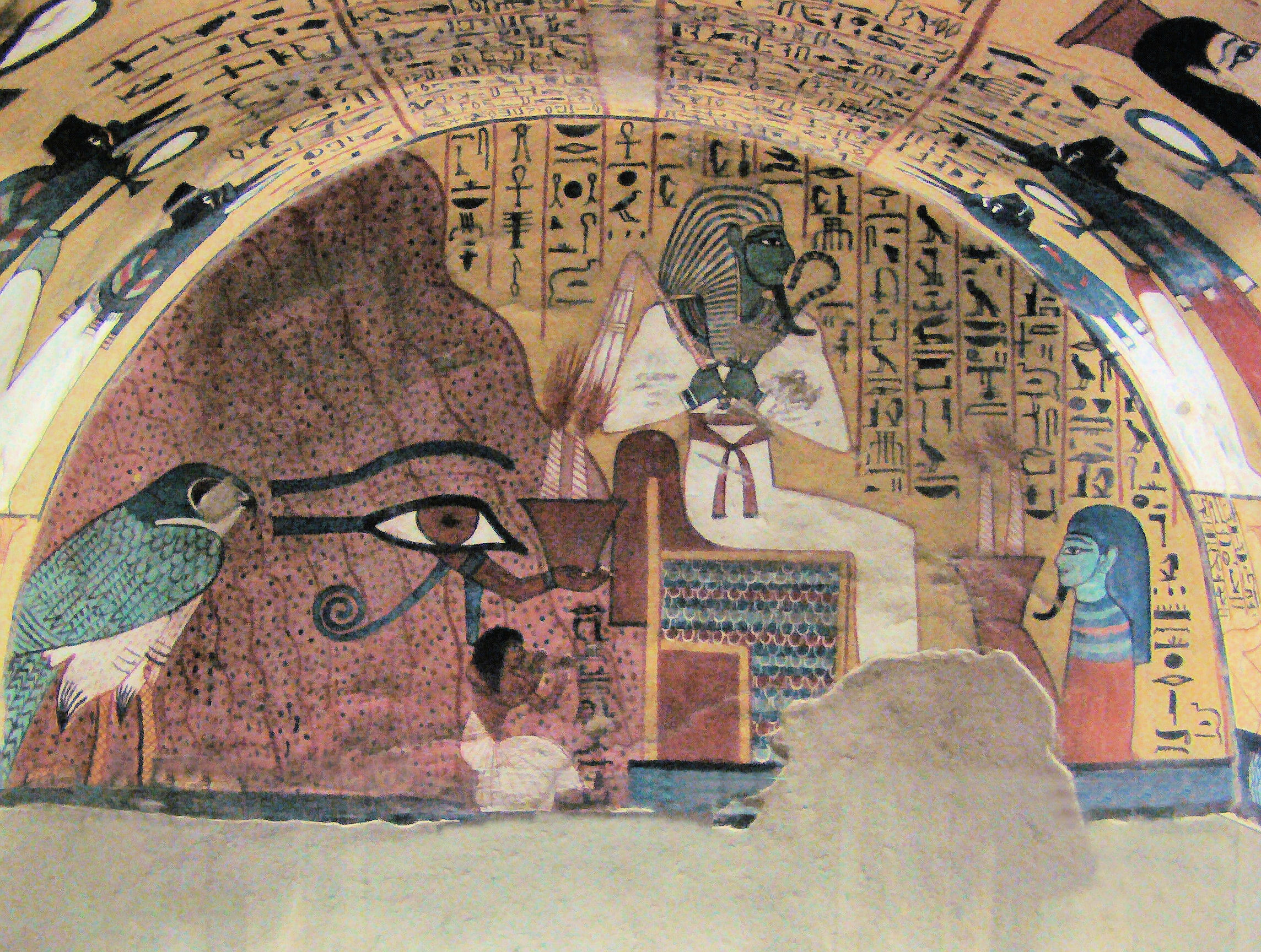
Cảnh vẽ trên trần của ngôi mộ TT3

TT3 là một lăng mộ thuộc làng Deir el-Medina, tọa lạc ở bờ tây của sông Nin. Đây là nơi chôn cất của Pashedu, một nghệ nhân sống vào những năm đầu của Vương triều thứ 19 trong lịch sử Ai Cập cổ đại, cùng gia quyến của ông. Pashedu còn là chủ nhân của ngôi mộ TT326.

## Chủ nhân
Pashedu (hoặc Peshedu), với danh hiệu Người hầu ở Nơi chân lý, là chủ nhân của lăng mộ TT3. Trên tường mộ, các cảnh vẽ cho biết, cha mẹ của ông là Menna và Huy; vợ của Pashedu có tên là Nezemtbehdet.

## Ngôi mộ
Ngôi mộ gồm một khoảng sân rộng và một nhà nguyện, có lối vào dẫn xuống các phòng mộ ngầm bên dưới. Những cảnh vẽ trên tường các phòng mộ hầu như vẫn còn nguyên vẹn. Tường của phòng mộ trong cùng được vẽ những bối cảnh và khắc những dòng văn tự trong Quyển sách của cái chết. Trần của phòng mộ này có hình vòm, và hình ảnh của các vị thần được vẽ trên đó. Những mảnh vỡ của cỗ quách khắc đầy văn tự trong Quyển sách của cái chết.